# Rajka spiráloocasá
Rajka spiráloocasá (Cicinnurus magnificus) je pták z řádu pěvců.
V Evropě je chovaná velmi vzácně, mají ji pouze ve třech zoo a belgické Cambron-Casteau, německém Walsrode a české Zoo Děčín.

## Charakteristika
Samci tohoto druhu se vyznačují nádherným pestrobarevným okrasným peřím které mu slouží k přilákání samiček. Většinou má samec černohnědé tělo, vršek křídel je výrazně žlutý a pár pírek okolo zobáku je zelených. Ocasní pera jsou tenká a tvoří téměř kružnice, mohou být dlouhá až 26 cm. Mezi rajkami často dochází k mezirodovému páření a proto vznikají různé barevné variace, které se projevují hlavně u samců.
Při dvoření se sameček při tanci rozšíří, načepýří okrasné peří a vydává různé zvuky. Samci jsou polygamní.
Samičky jsou zbarveny dohněda, velmi nenápadně, aby neupozorňovaly možné nepřátele kteří by mohli napadnout samici společně mláďata .
Živí se převážně ovocem. Hnízdo si staví ve větvích stromů, z listí, kapradí a větviček. Do hnízda samice snáší dvě žlutá vejce.
Rajka se vyskytuje ve vlhkých horských lesích Nové Guiney a na okolních ostrovech.[zdroj?]